# الساندرو لوویسا
الساندرو لوویسا (انگلیسی: Alessandro Lovisa؛ زادهٔ ۲۲ اوت ۲۰۰۱) بازیکن فوتبال است.